# Amos Masondo
Amos Mosando, né le 21 avril 1953, est un homme politique d'Afrique du Sud, membre de l'ANC et le premier maire de la cité métropolitaine de Johannesburg de 2001 à 2011. Depuis 2019, il est président du Conseil national des Provinces.
Amos Masondo est né et a grandi à Louwsburg (KwaZulu-Natal). Il participa à des manifestations contre l'apartheid et la domination de l'afrikaans dans l'enseignement dès 1972 et fut un des organisateurs de la branche locale de Umkhonto we Sizwe, la branche armée de l'ANC. 
De 1975 à 1981, il est emprisonné au pénitencier de Robben Island pour ses activités anti-apartheid. Libéré, il participe à des associations civiques et est de nouveau détenu, après la proclamation de l'état d'urgence, de juin 1985 à mars 1986 et de juillet 1986 à 1989.
En 1994, il est élu à l'Assemblée législative de la nouvelle province du Gauteng. De 2001 à 2011, il est le maire de la nouvelle municipalité de Johannesburg, la capitale économique de l'Afrique du Sud. En juin 2011, Mpho Parks Tau lui succède au poste de maire.